# Église Saint-Pierre de Cleyrac
L'église Saint-Pierre est une église catholique située dans la commune de Cleyrac, dans le département de la Gironde, en France.

## Localisation
L'église est située au bourg, sur la route départementale D672, à l'est de Sauveterre-de-Guyenne et à l'ouest de Pellegrue.

## Historique
L'église Saint-Pierre est d'origine hospitalière ; elle date du XIe siècle et a reçu quelques remaniements aux XIVe, XVe et XIXe siècles.

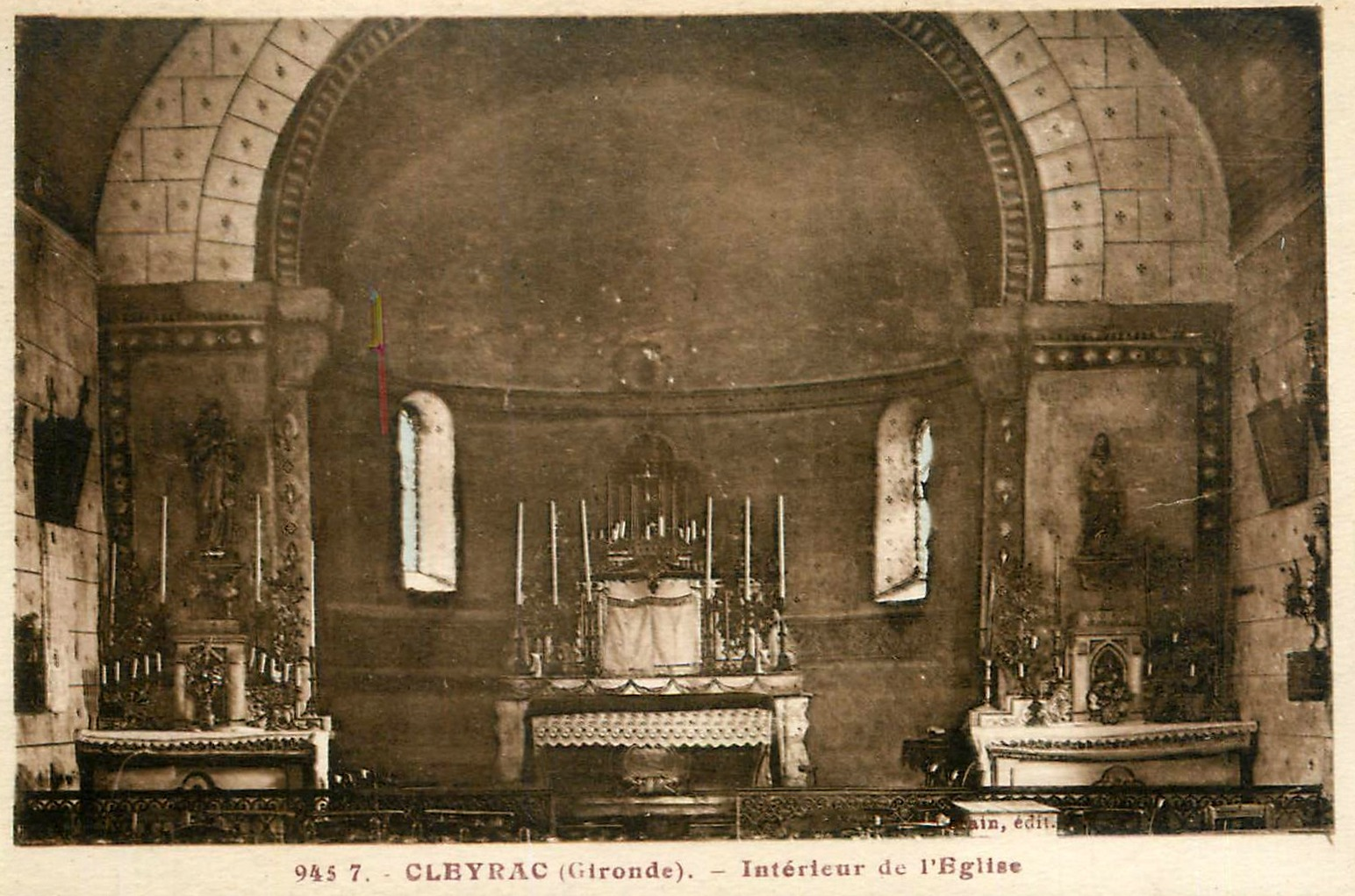
Église St Pierre de Cleyrac

Elle est de plan rectangulaire, terminée par une abside semi-circulaire, voûtée en cul-de-four. L'abside est couronnée d'une corniche romane supportée par 24 modillons figurés.
Le portail de la façade ouest s'ouvre sous des arcs cintrés, supportés par deux colonnes avec chapiteaux historiés. Au-dessus, se trouve un fronton triangulaire et, dans une niche centrale, une sainte aux bras croisés sur la poitrine.
Ce fronton a été ajouté dans la seconde moitié du XIXe siècle, car dans la description de Marquessac, qui date de 1866, se trouvait un appareil réticulé savoir « un triangle garni d'écailles de pierre formant mosaïque » et une corniche à modillons dont « le côté parallèle au sol est découpé en damier, soutenu par quatre corbeaux liés deux à deux ».
Il y a quelques remplois au nord du portail : un pierre tombale ornée d'une croix dans le contrefort nord et, près du coin nord du fronton, une niche contenant une femme nue, assise, les jambes écartées, qui indique son sexe de sa main gauche.
Les flanc nord et sud de la nef comportent chacun deux vitraux représentant saint Pierre, saint Joseph, sainte Anne et sainte Madeleine. Deux autres vitraux sont placées au chevet. Les vitraux datent de 1897.

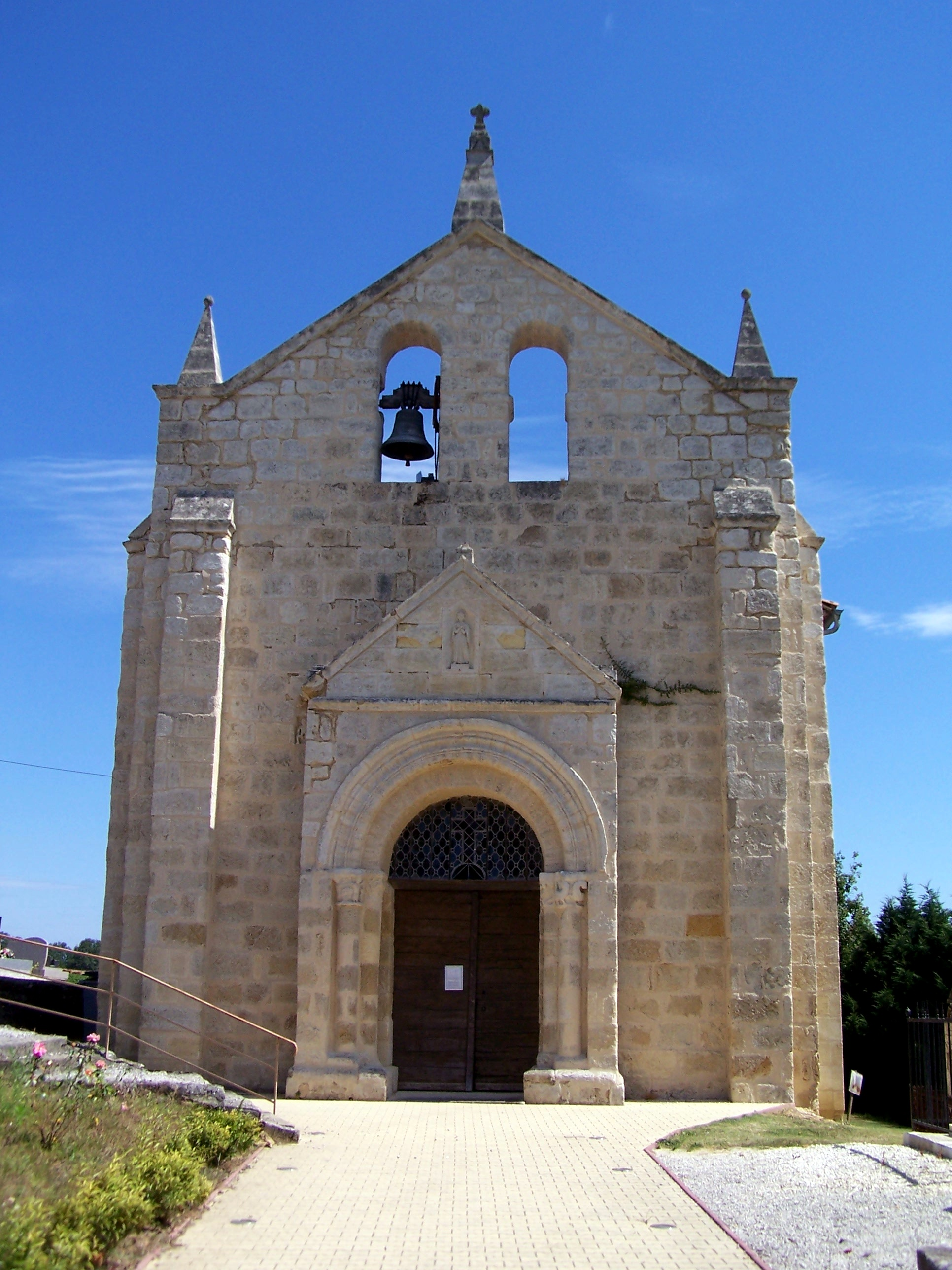
Façade ouest
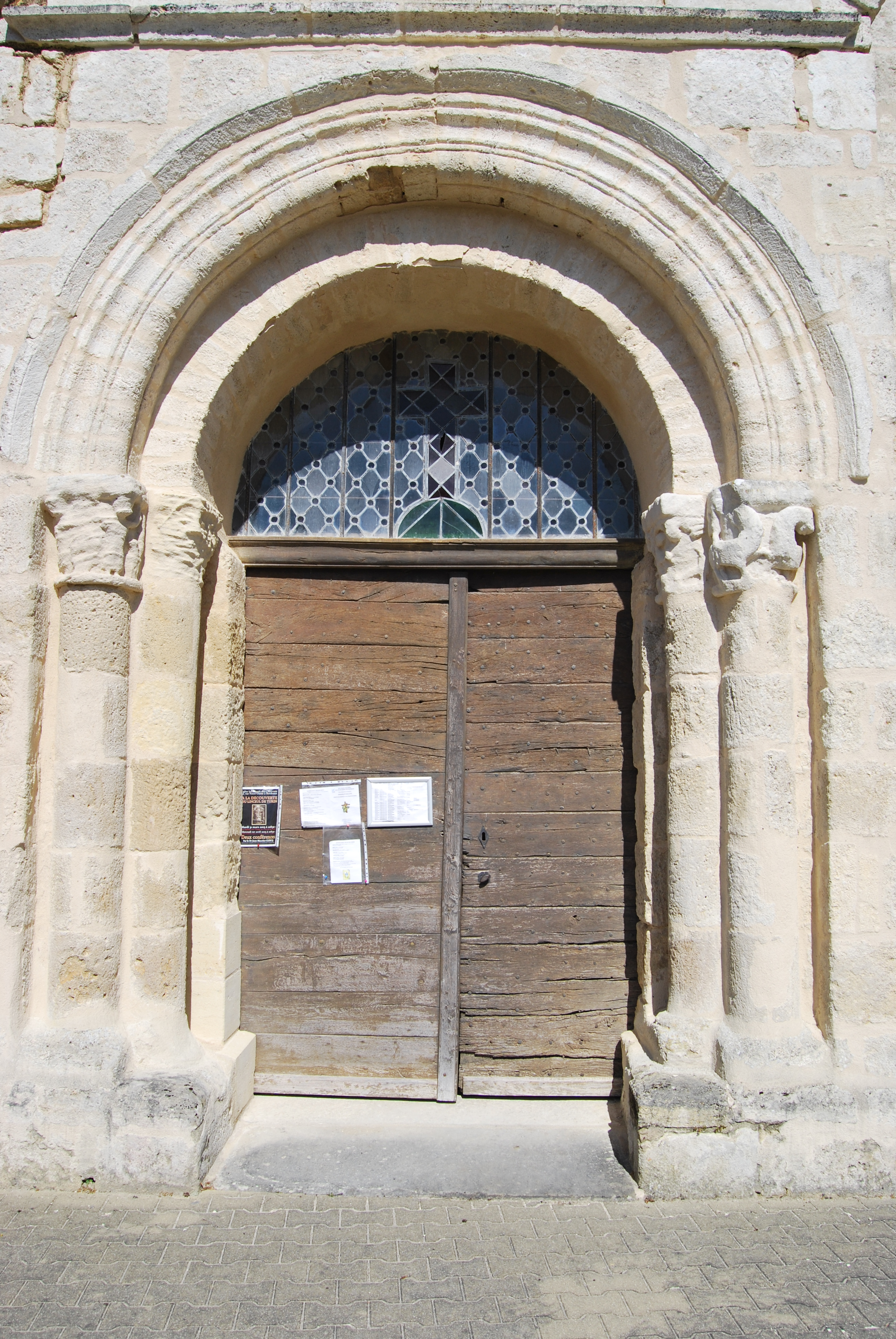
Portail
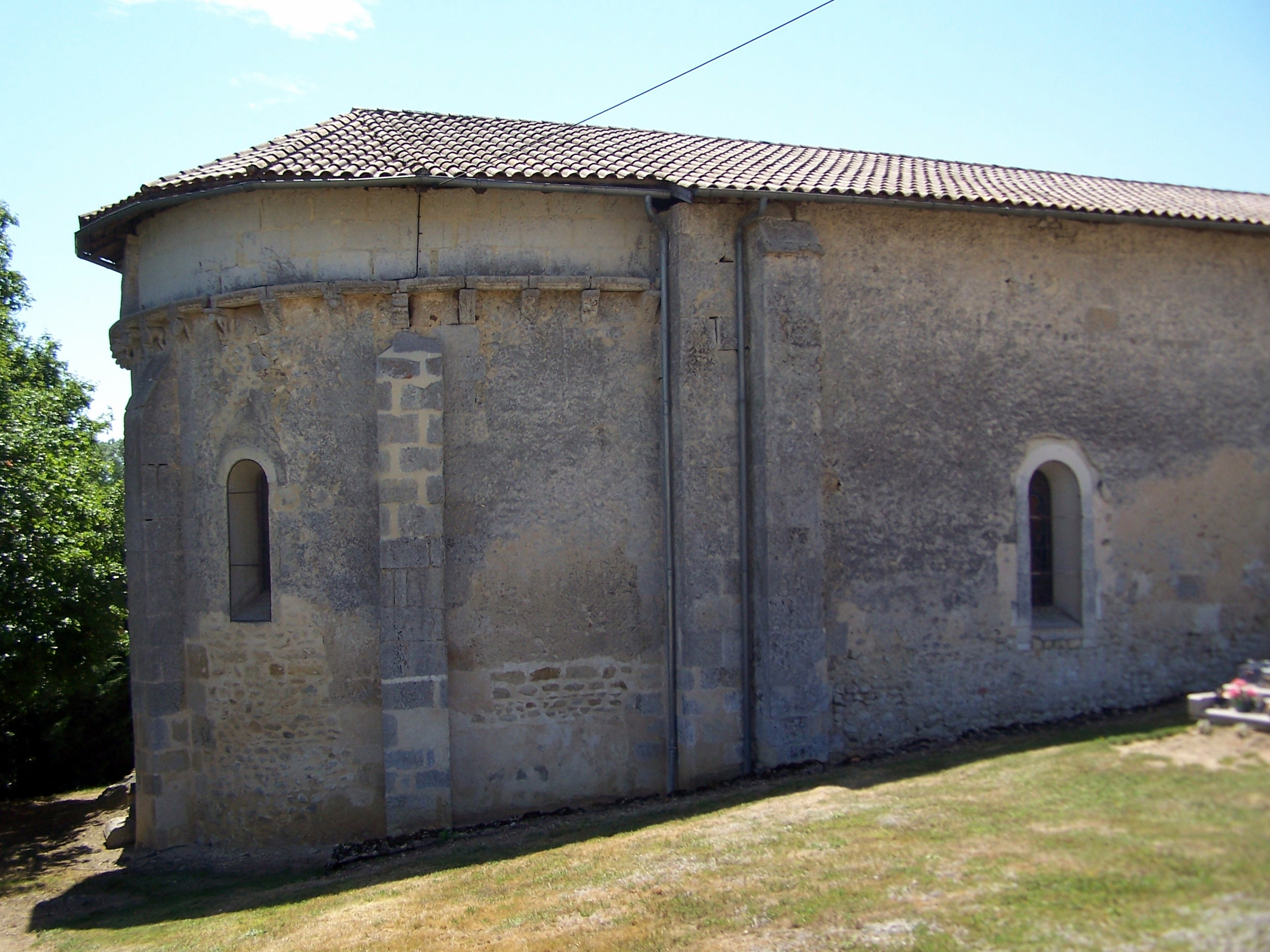
Chevet et façade nord

## Iconographie romane
Les chapiteaux du portail sont très détériorés. L'interprétation des restes est impossible uniquement à partir des photographies. Nous mettons en correspondance les descriptions de Marquessac, qui les a vus dans un meilleur état, et les images d'aujourd'hui.
Ébrasement nord : On  croirait y reconnaître le simulacre d'une « tête feuillue » ou Homme vert couvrant la totalité de la corbeille. Sur la deuxième corbeille, se trouvent deux personnages éloignés l'un de l'autre. Celui de droite s'affaire devant un autel d'où jaillissent des flammes (un sacrifice d'animal ?). Celui de gauche semble menacer l'homme devant l'autel.
L'interprétation convenue est qu'il s'agit de Caïn et Abel.
Ébrasement sud : L'interprétation de la première corbeille est celle d'Adam et Ève, après la Chute, ou Adam laboure la terre et Ève est en traîne de filer. La seconde corbeille présente deux animaux antithétiques, des lions avec des allures de chevaux.
Ils détournent leurs têtes et chacun lève une patte antérieure de façon que les deux pattes se rejoignent.
À l'intérieur de l'église, l'arc triomphal est orné de deux chapiteaux sculptés. Au nord, l'unique sujet figuré est le buste d'un homme, coiffé d'une toque cylindrique, qui se présente frontalement en position d'orant. Le chapiteau sud montre une plante stylisée, étirée au-dessus de grands feuillages.
La femme impudique et les modillons du chevet
Les sculptures comme la « femme impudique » au-dessus de portail sont souvent nommées des Sheela Na Gig. Leur représentation semble débuter en Espagne vers le XIe siècle, puis se répand en France et aux îles britanniques, sur les églises, en suivant les chemins de retour de Compostelle. Voir les livres de Jerman & Weir et de Bougoux pour plus de détails.
Autour du chevet, on trouve 24 modillons figurés. Il y a des sculptures purement géométriques, des sculptures d'animaux maléfiques, tels que le cochon, le loup, un félin, des monstres démoniaques et deux figures humaines, une femme et un homme. Tous les deux sont nus ; l'homme (ou peut-être un singe) est ithyphallique et la femme expose son sexe. Tous ces modillons sont une dénonciation de la luxure, sans doute à l'intention des pèlerins en route pour Compostelle.

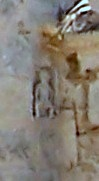
Sheela Na Gig
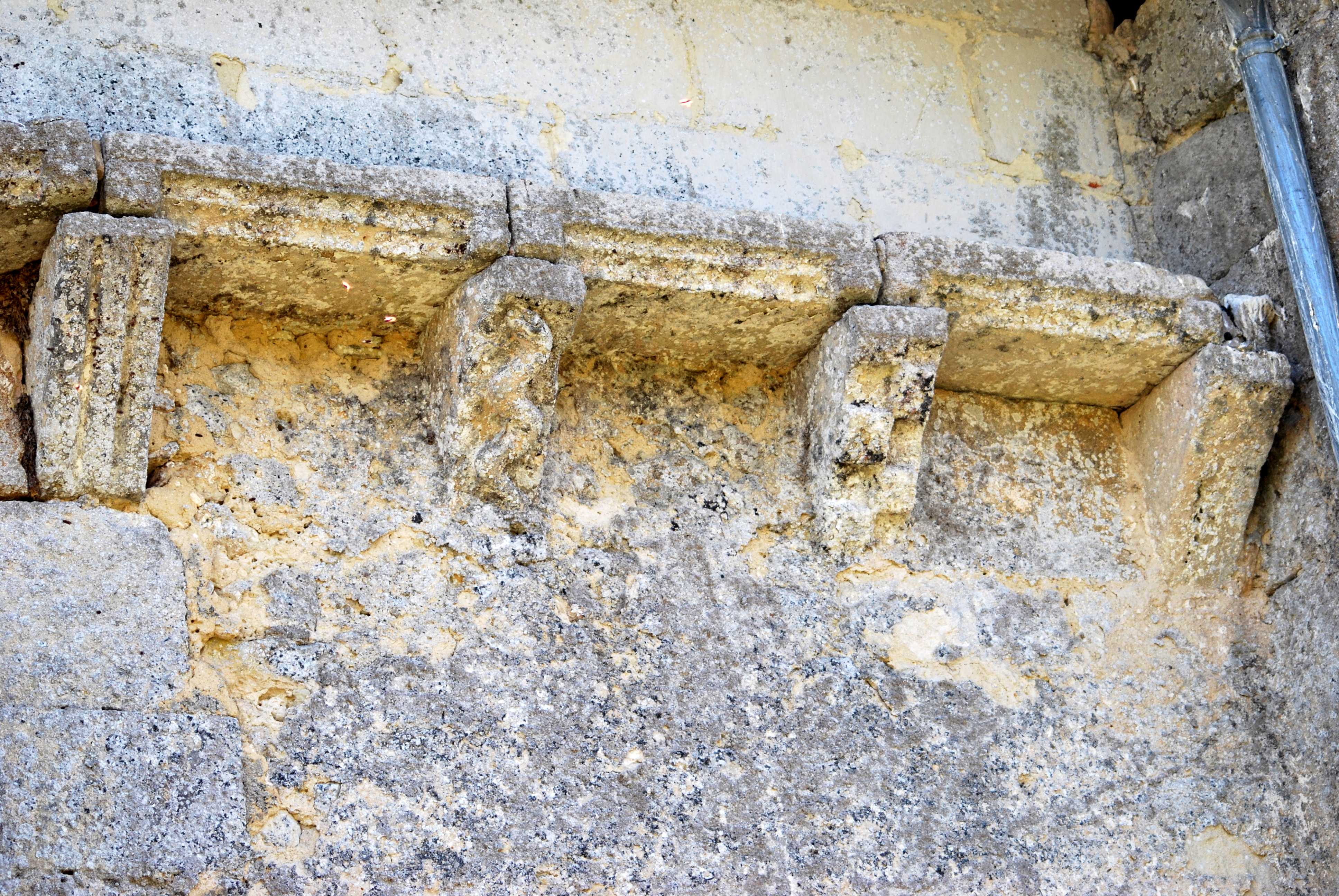
Figures géométriques
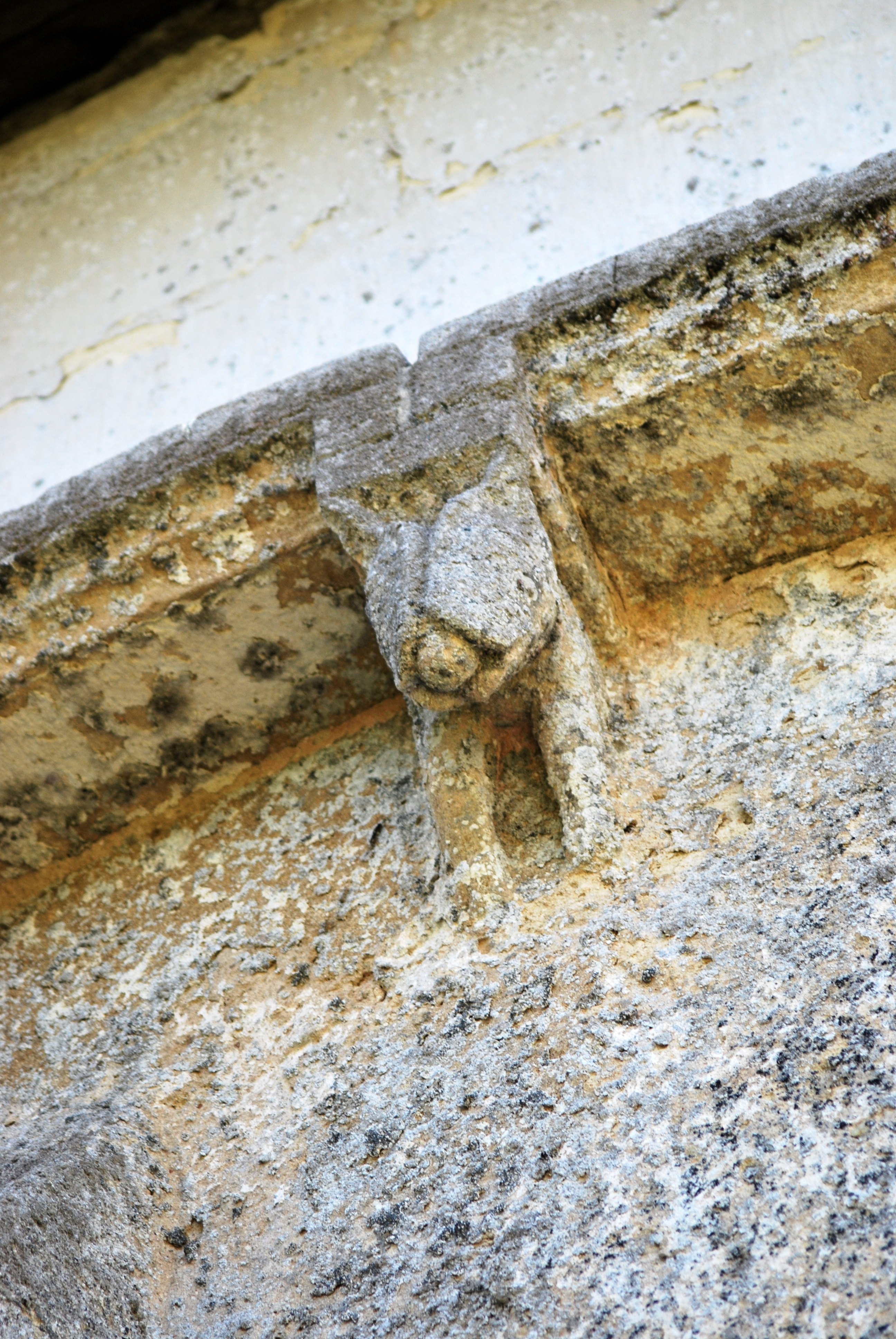
Cochon
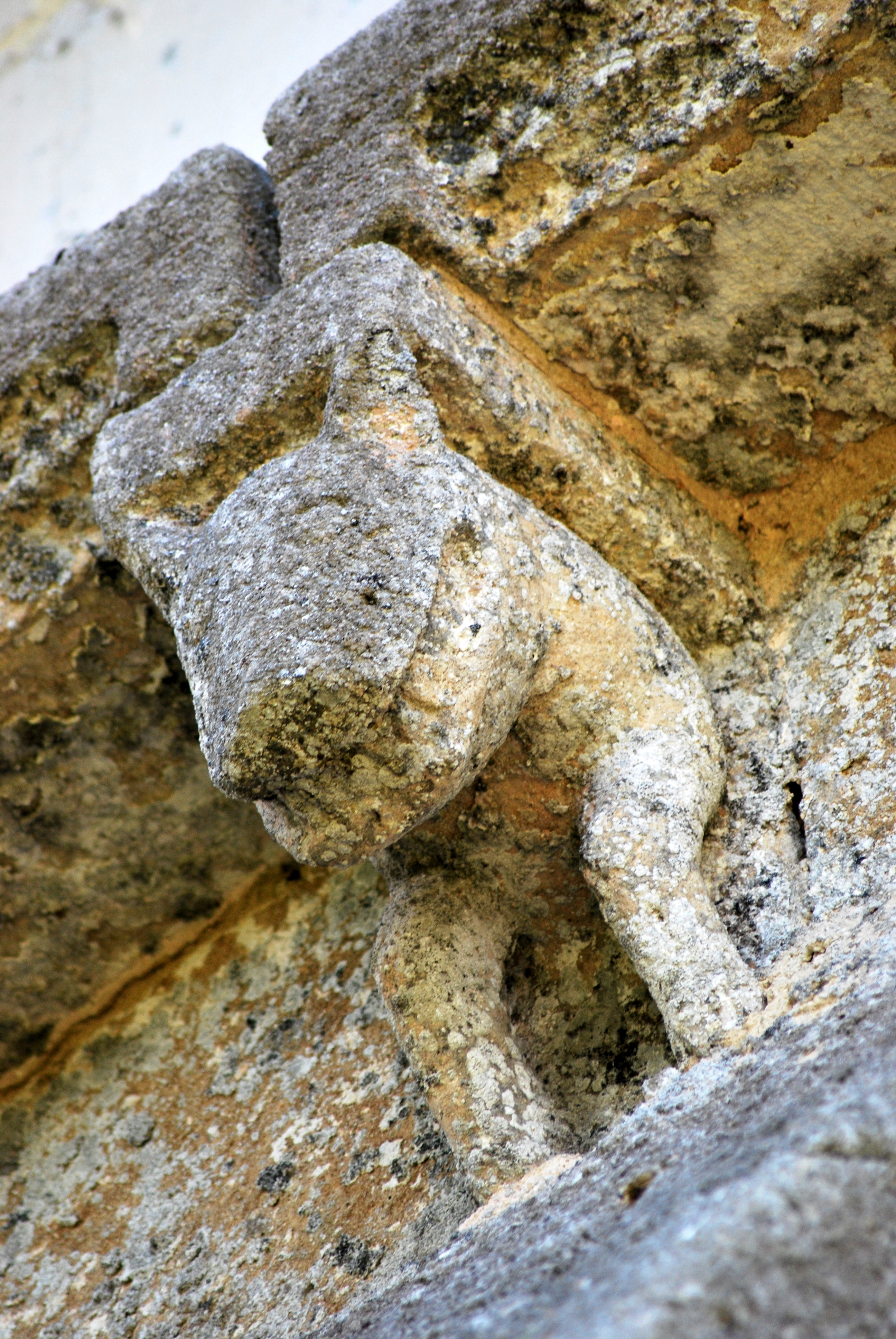
Loup
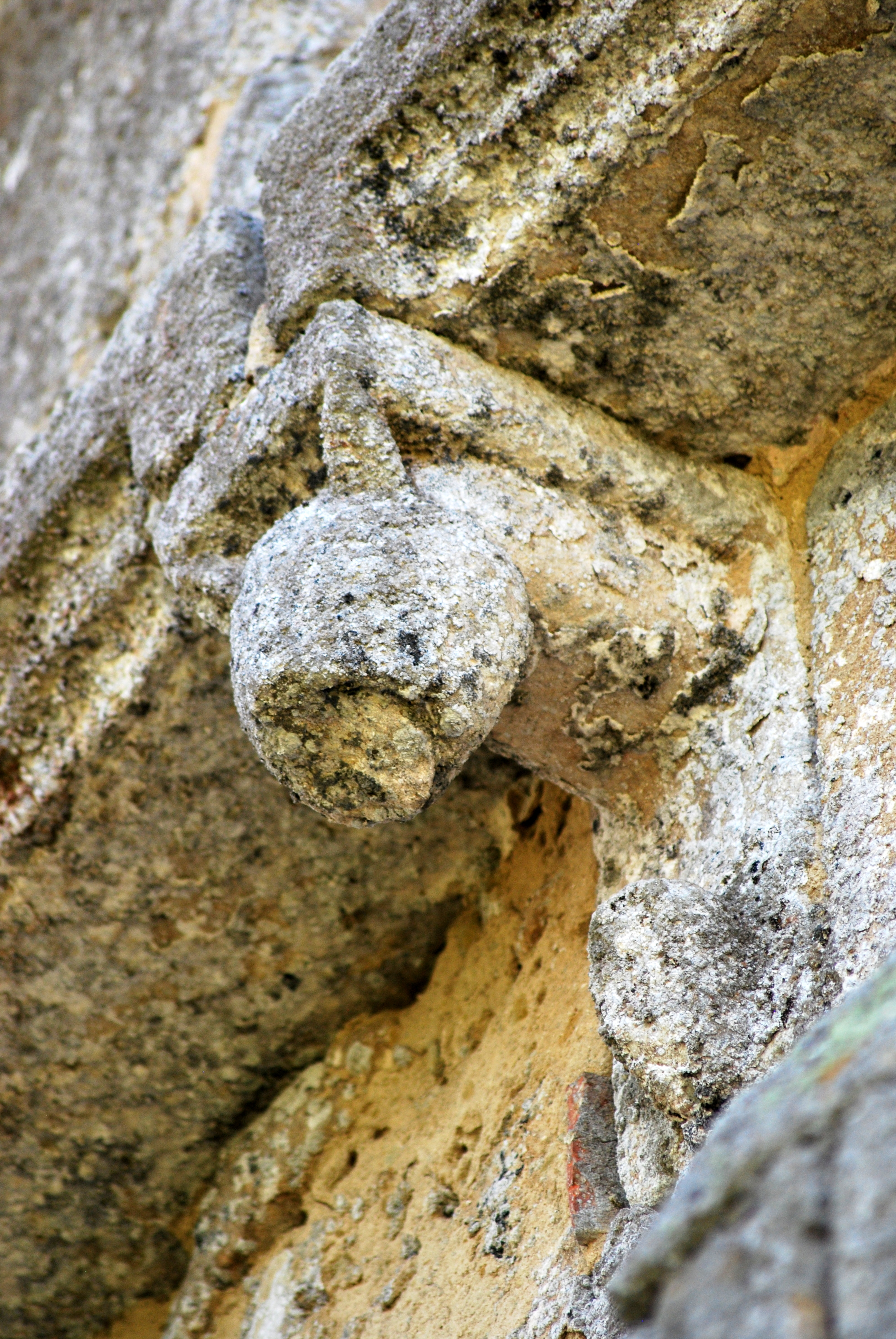
Félin
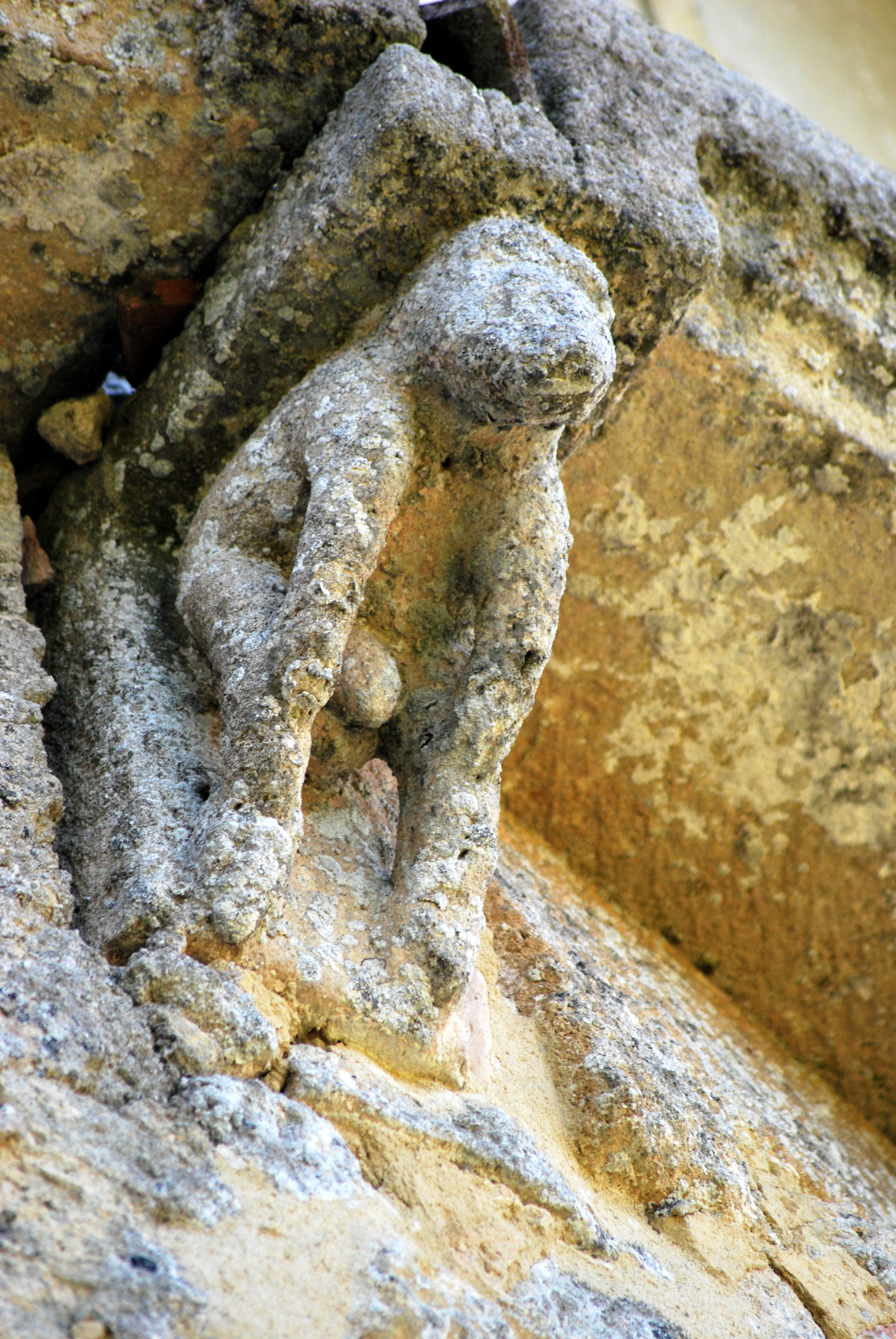
Homme/singe ithyphallique
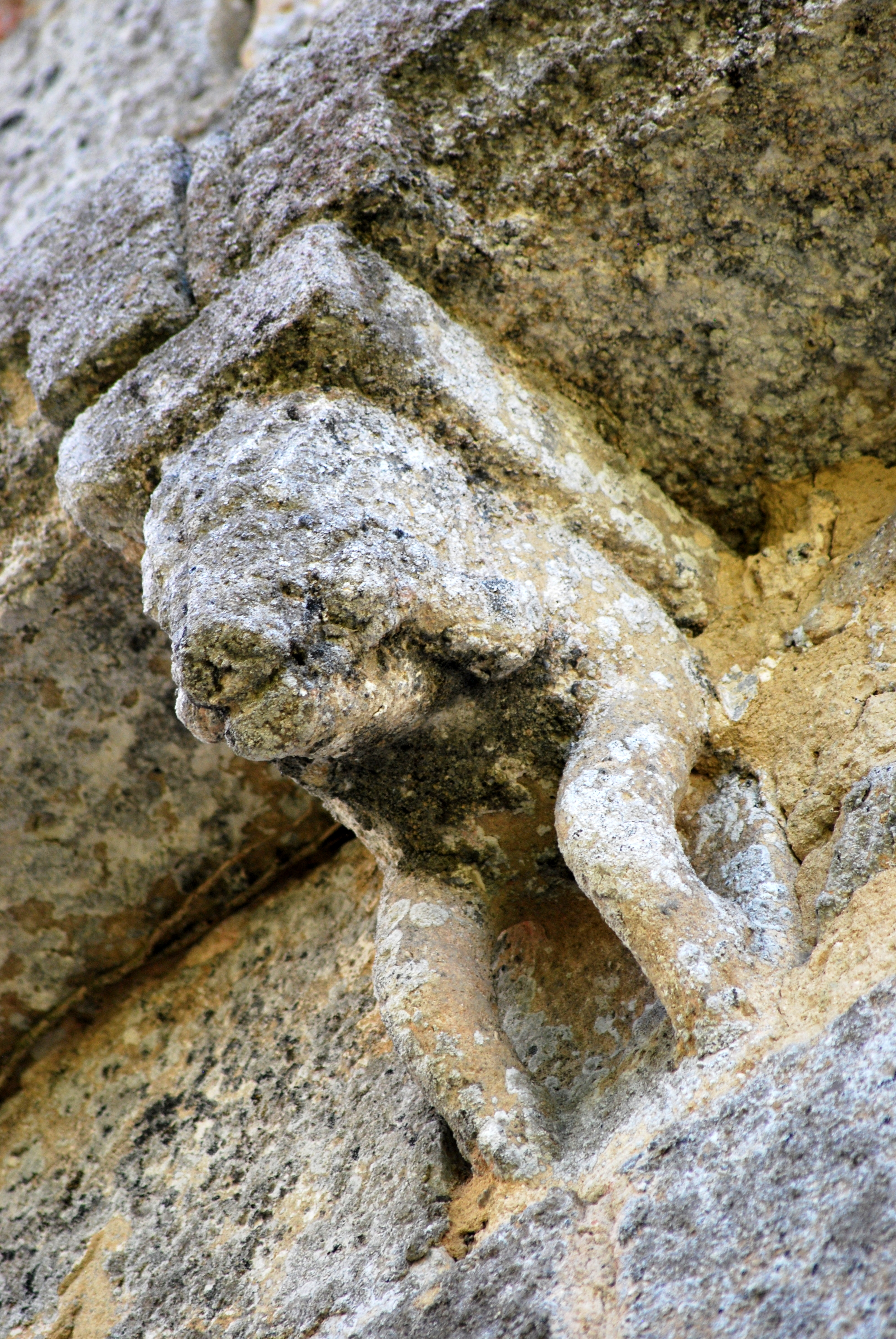
Monstre
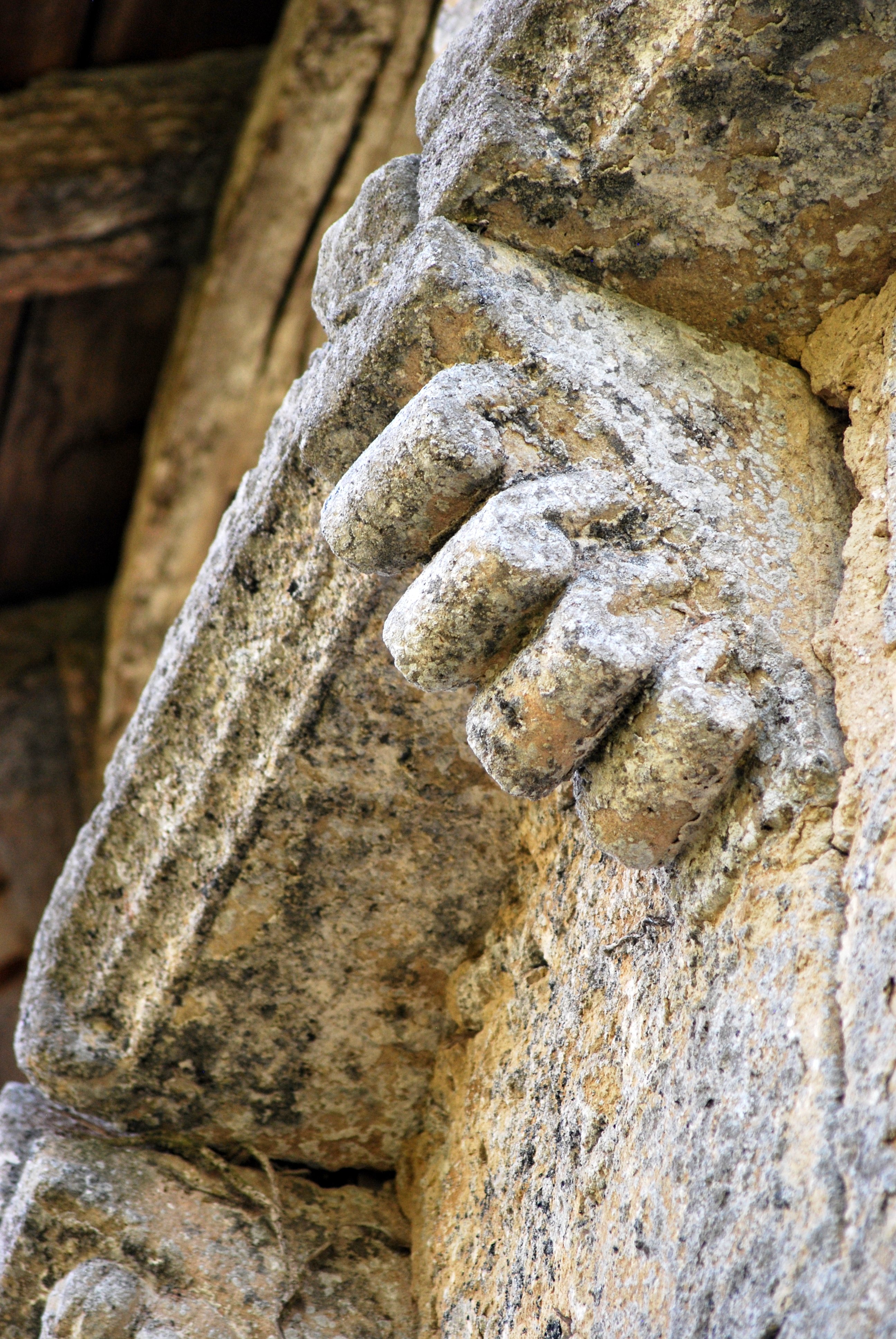
Rouleaux
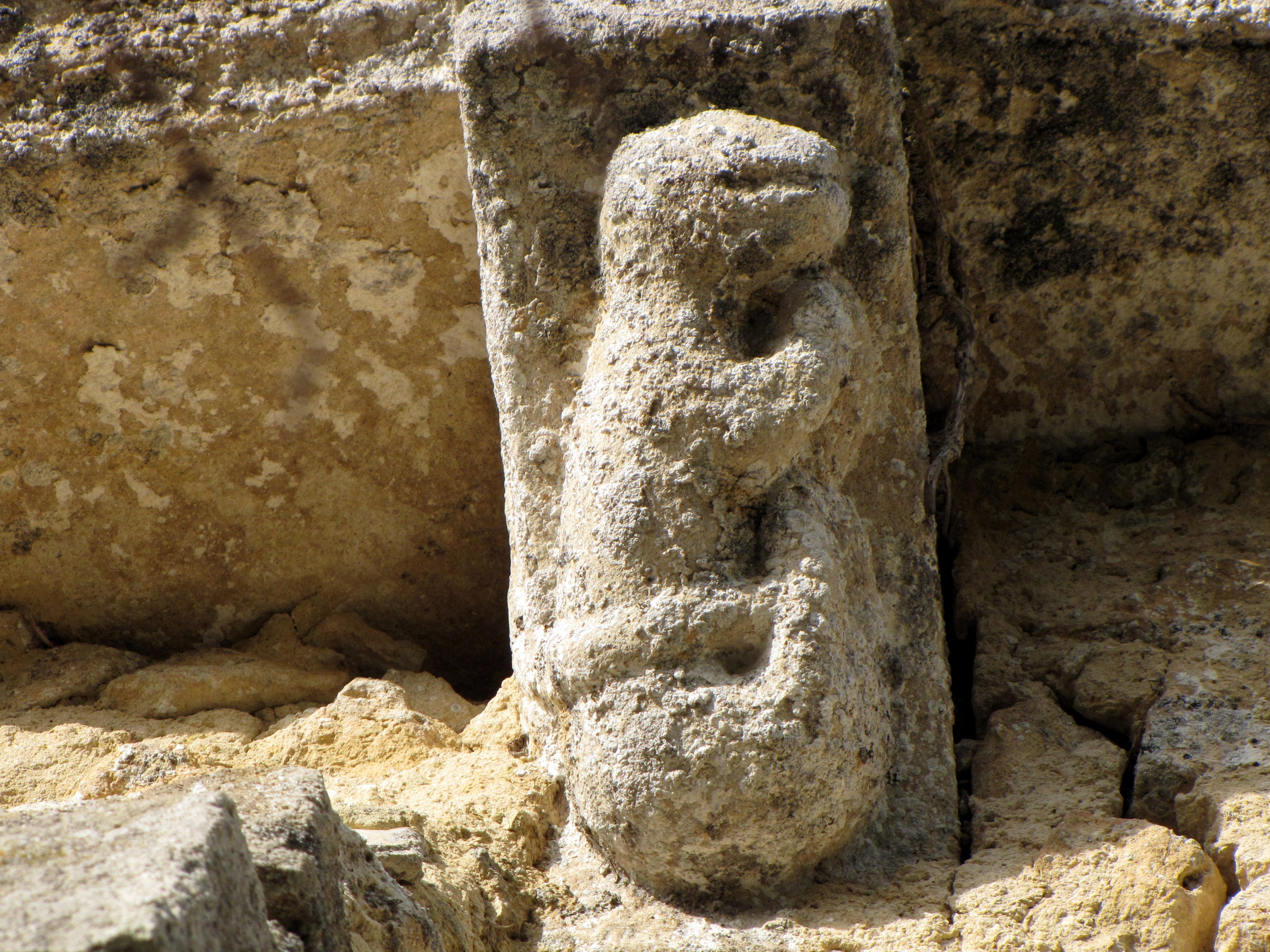
Monstre
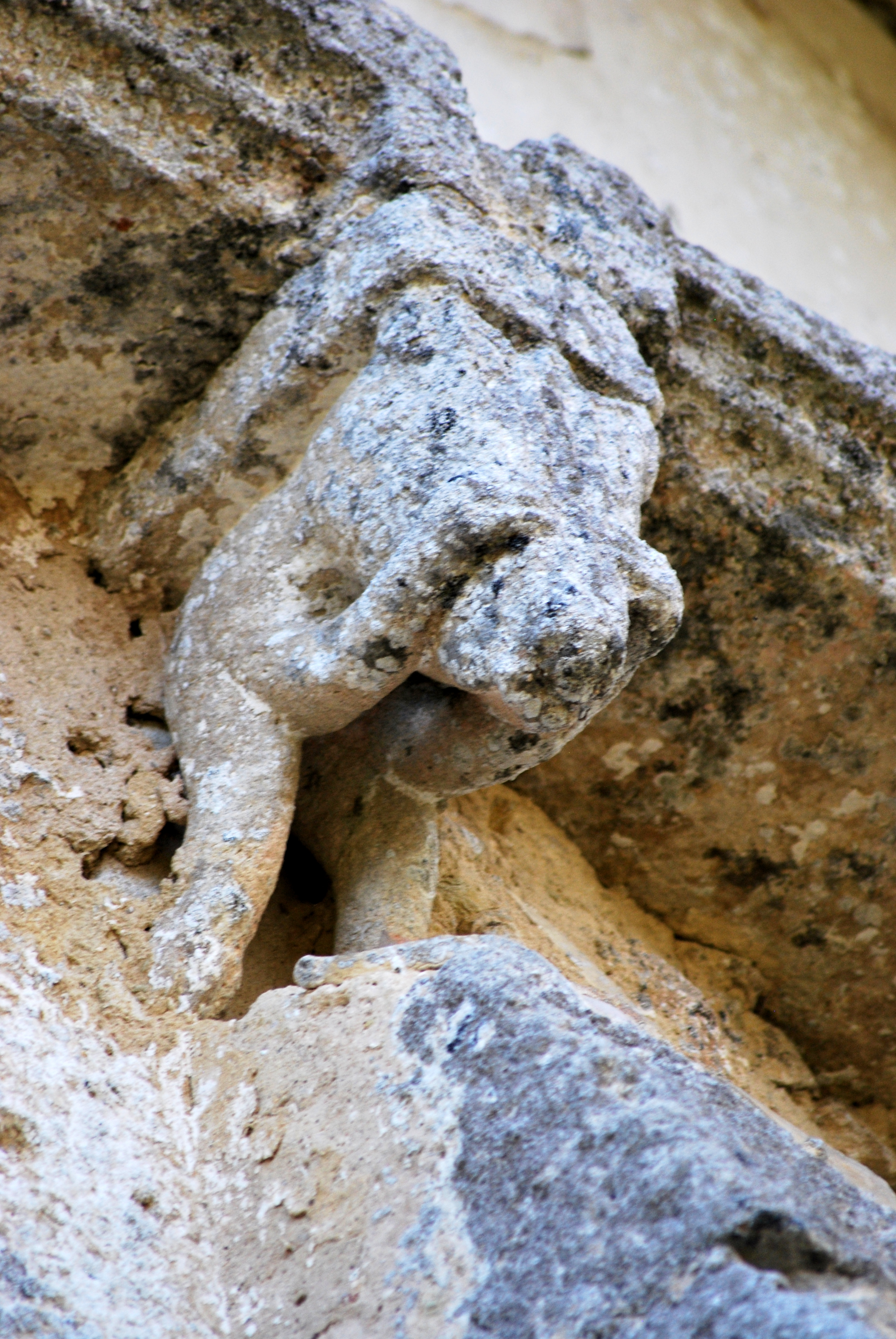
Tireur de langue
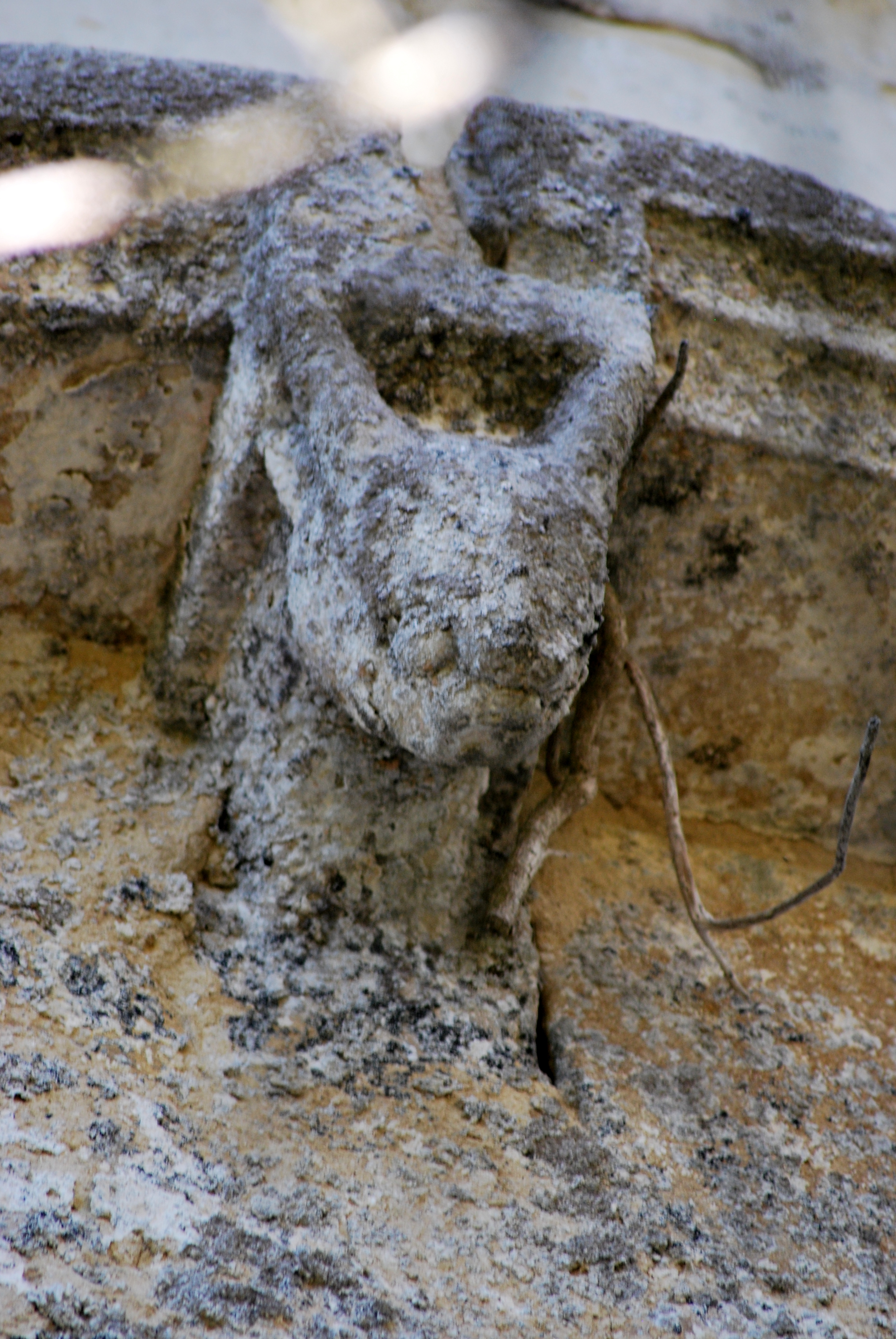
Bouc
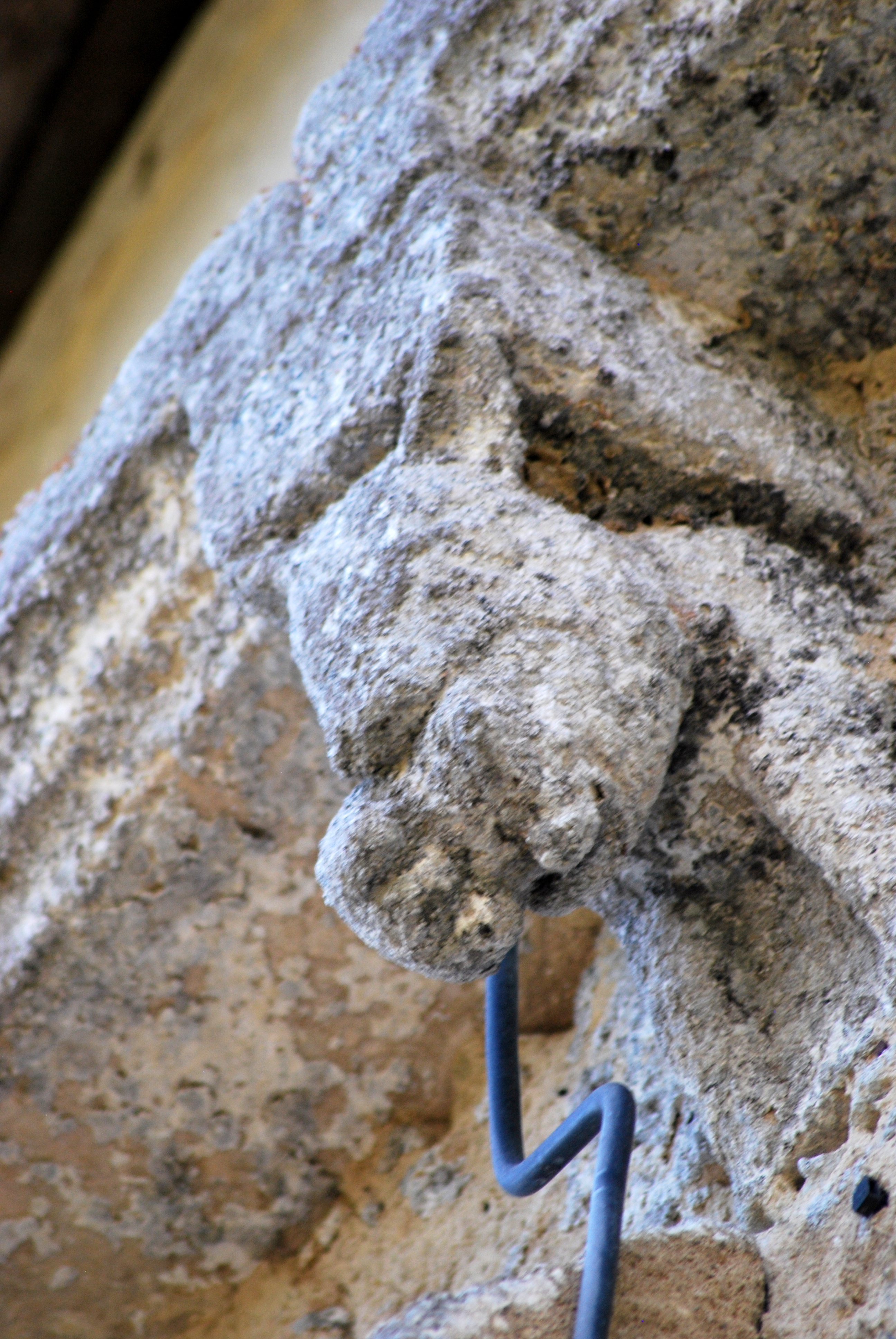
Bête avec proie
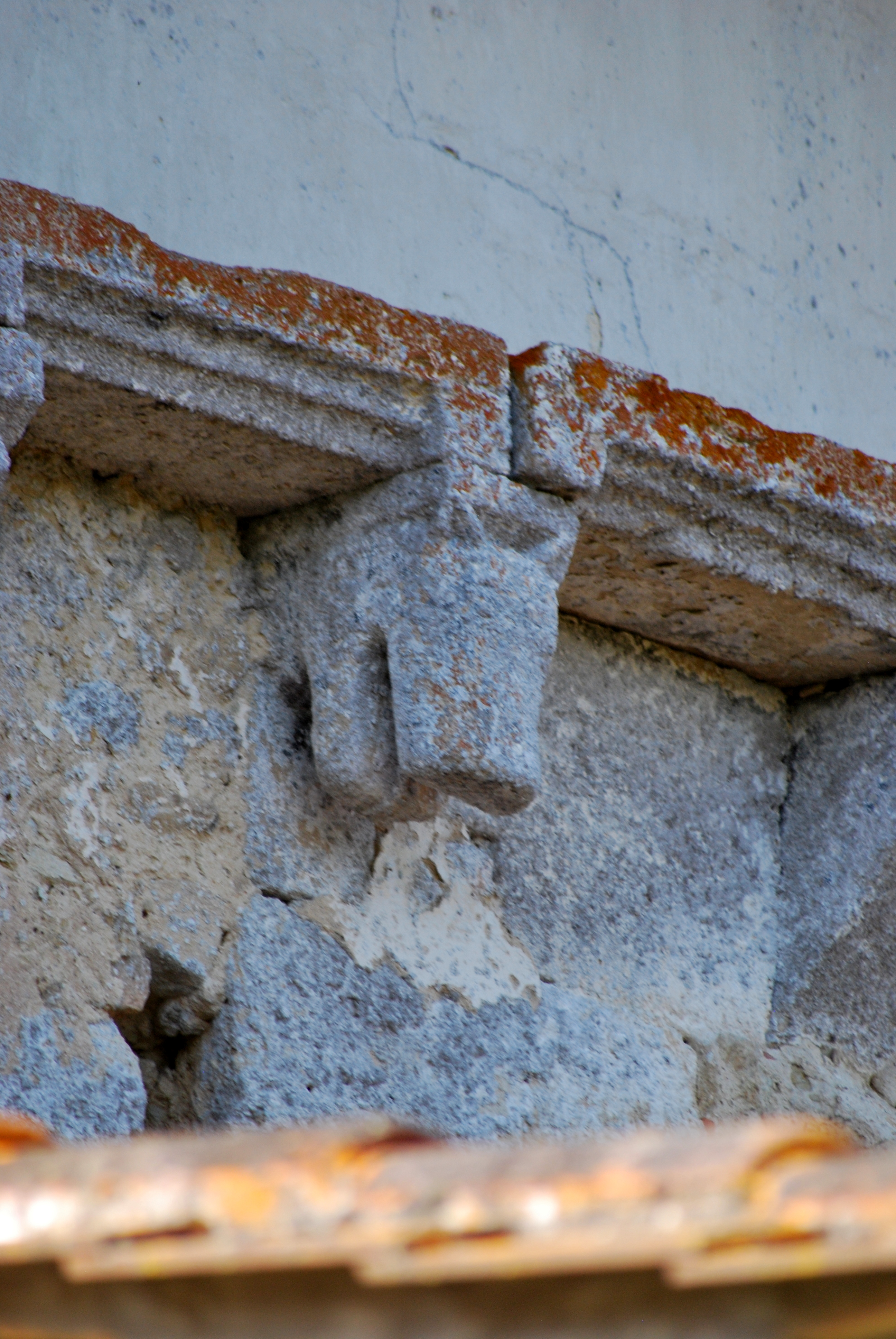
Loup
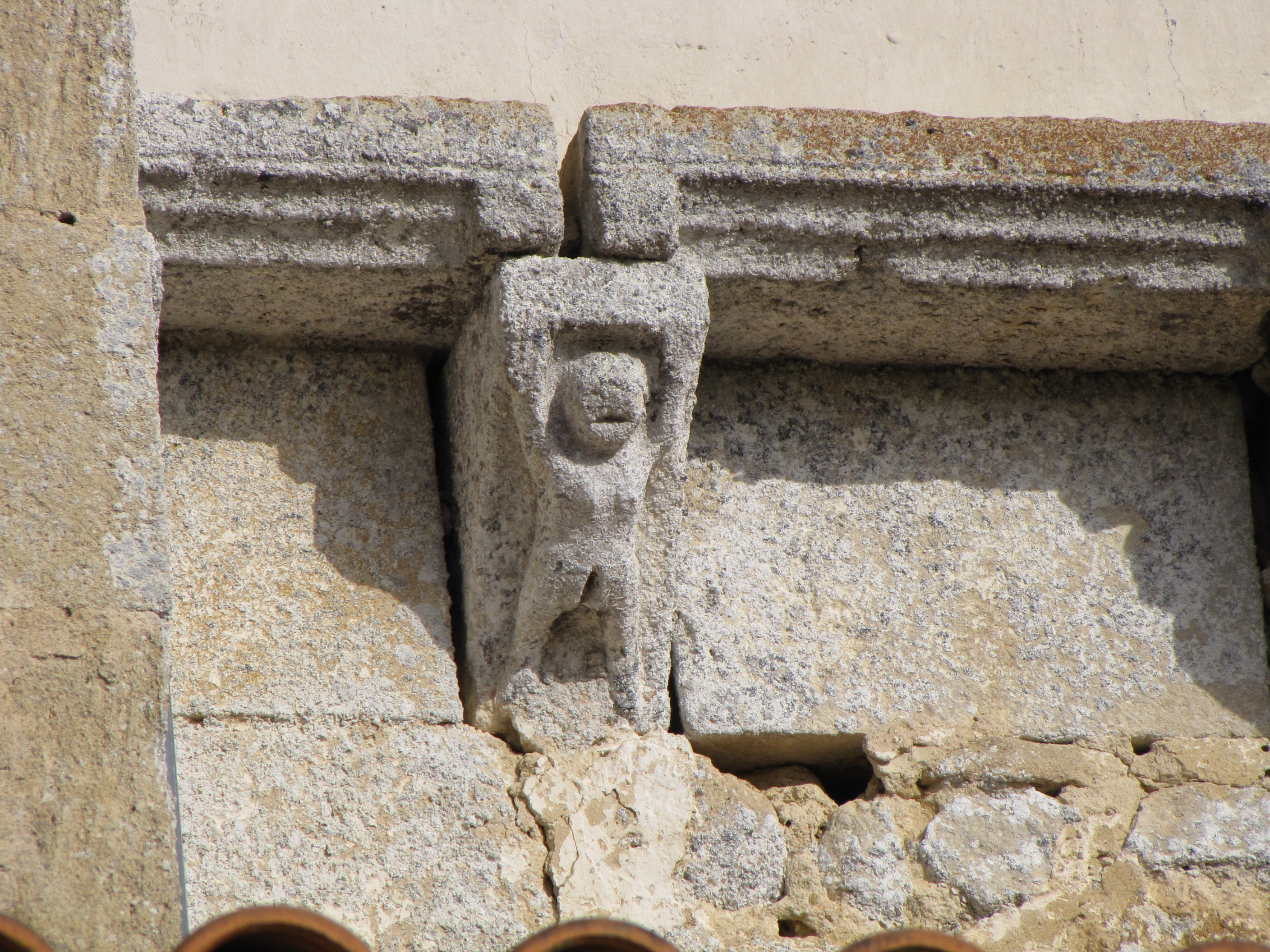
Femme exhibitionniste
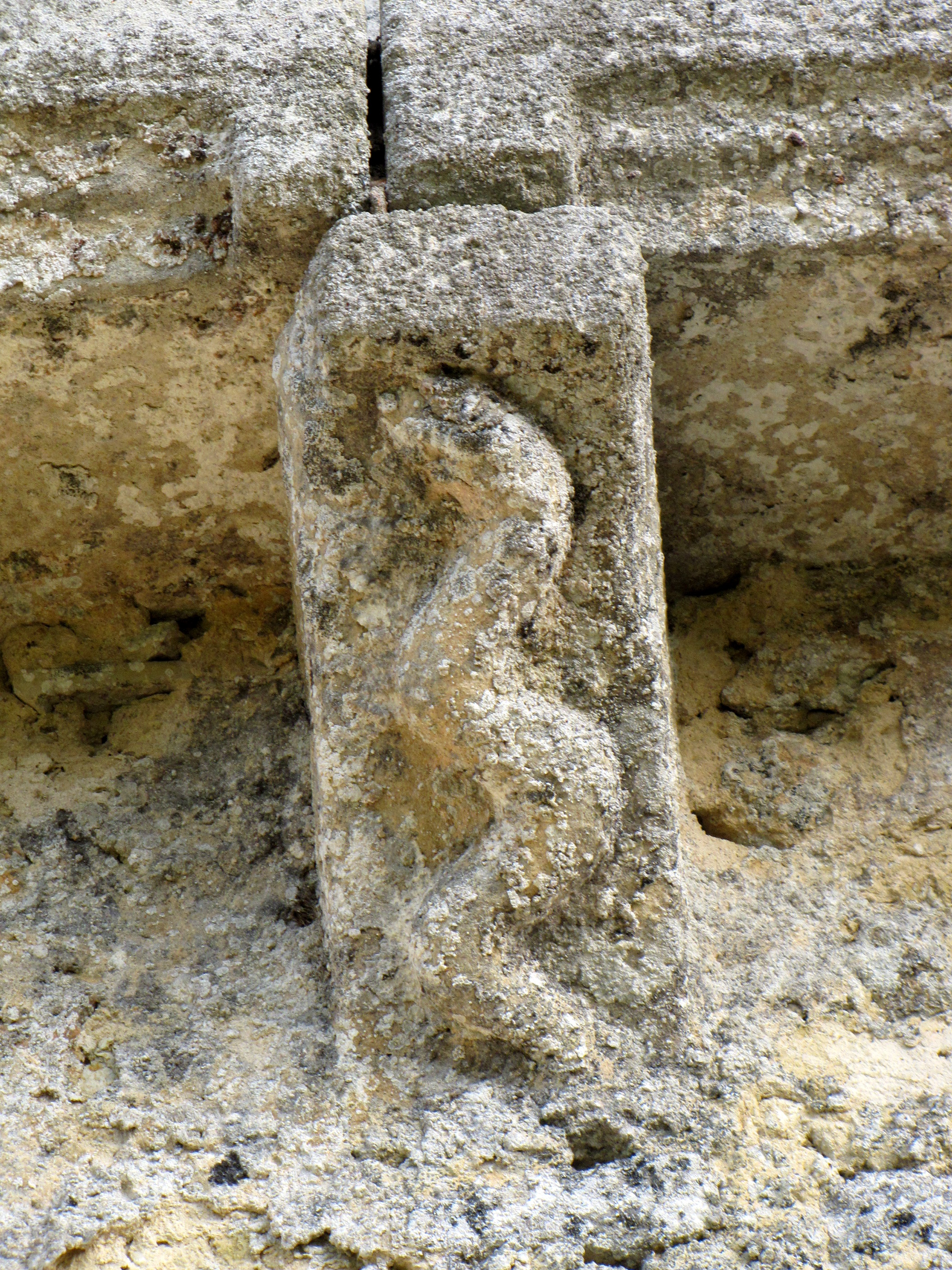
Serpent